# Congresul Internațional de Studii Bizantine
Congresul Internațional de Studii Bizantine este cel mai mare eveniment savant al lumii dedicat culturii și istoriei Bizantine. Are loc la fiecare 5 ani, începând cu cel din 1924 de la București organizat la inițiativa marelui istoric român Nicolae Iorga, și adună peste 1.500 de savanți de pe întreg mapamondul.
Printre edițiile anterioare se numără:
- 1924 - București
- 1927 - Belgrad
- 1930 - Atena
- 1934 - Sofia
- 1936 - Roma
- 1939 - Alger
- 1948 - Bruxelles
- 1951 - Palermo
- 1953 - Salonic
- 1955 - Istanbul
- 1958 - München
- 1961 - Ohrida
- 1966 - Oxford
- 1971 - București
- 1976 - Atena
- 1981 - Viena
- 1986 - Washington
- 1991 - Moscova
- 1996 - Copenhaga
- 2001 - Paris
- 2006 - Londra
- 2011 - Sofia
- 2016 - Belgrad
- 2022 - Veneția-Padova